# Vestmakedonien
Vestmakedonien  (græsk: Δυτική Μακεδονία, Dytiki Makedonia) er et af tretten periferier i Grækenland. Den er inddelt i de regional enheder (tidligere præfekturer: Florina, Grevena, Kastoria og Kozani.

## Geografi
Periferien ligger i den nordvestlige del af landet og grænser til periferierne Centralmakedonien i øst, Thessalien i syd, Ípiros i vest, samt til staterne Nordmakedonien og Albanien i nord. Meget af Vestmakedonien er bjergland, hvilket også ses i fordelingen af befolkningen, som er omtrent 300,000 indbyggere. De fleste af indbyggere bor i landbrugsområderne. Hovedstaden Kozani har næsten 50.000 indbyggere. Andre byer er Ptolemaida (32.775 indb.), Grevena (16.704 indb.), Florina (14.318 indb.) og Kastoria (13.959 indb.).